# K. Beringen-Heusden-Zolder
El Koninklijke Beringen-Heusden-Zolder fue un club de fútbol belga, de las municipalidades de Heusden-Zolder y Beringen situadas en la Provincia de Limburgo.
Su estadio se localizaba en Beringen desde el 2004 -año en que desciende de la máxima categoría de fútbol de Bélgica- al 2006, año en que desaparece.

## Historia
Fue fundado en 1936 como S.K. Heusden y recibió el número de matrícula 2614. En 1986 su nombre cambiaría a K.S.K. Heusden. 
En mayo de 1999, K. Heusden SK se fusionó con KFC Helzold (número de matrícula 1488). El Heusden SK jugaba entonces en Tercera División. El antiguo club minero Helzold fue fundado en 1929 y jugaba en la Segunda Provincial, y ya se había fusionado con el provincial AS Lindeman un año antes. En las temporadas 50/51 y 51/52, este equipo llegó incluso a jugar en la segunda división nacional. El club de fusión se llamó Koninklijke Heusden-Zolder SK y recibió el número 2614 de la sucursal principal Heusden.
A finales de los noventa, el club ascendió rápidamente de divisiones provinciales a la Primera División. En 1996 el club ascendía desde el provincial, un año después ya ascendía desde Cuarta. Tras tres temporadas en Tercera División y tres en Segunda División, el club alcanza la máxima división del fútbol. En aquella temporada 2003-2004 el KHZ disputó sus partidos como local en el Fenixstadion de Genk en Primera División . Después de todo, el propio estadio en Noordberm no se amplió más.
Un momento de gloria fue el triunfo 4-2 con 10 jugadores ante el Club Brugge. Unos días antes, el Club Brugge había ganado su partido contra el AC Milan en la Champions League por 0-1. El Standard Liège tampoco pasó de un empate 1-1. KRC Genk fue rápidamente eliminado de la copa por el club. Sin embargo, el club volvió a descender esa misma temporada.
Desde el 1 de junio de 2004, KHZ se llamó Koninklijke Beringen-Heusden-Zolder (KBHZ para abreviar). La cooperación con KRC Genk se interrumpió por completo. Desde la temporada 2004-2005, los partidos en casa se han jugado en el estadio de fútbol KVK Beringen.
En octubre de 2005, el presidente Stin Husson anunció su renuncia por motivos comerciales y de salud. El presidente interino fue Jan Remen. Sin embargo, el club había tenido serios problemas financieros y no había presentado un expediente de licencia a la Asociación de Fútbol a principios de 2006. Por lo tanto, el club estaba condenado al descenso al final de la temporada, o posiblemente comenzarían un nuevo club en Cuarta Provincial.
El 12 de marzo de 2006, el club fue declarado en quiebra y se retiró de Segunda División con efecto inmediato; Heusden-Zolder dejó de existir. La deuda había ascendido a 1,3 millones de euros. Los jugadores no habían recibido ningún salario en los últimos tres meses.

## Honores
Ronda Final de la Segunda División: Ganadores 2002-2003
Playoff de la Tercera División: Ganadores 1999-2000

## Resultados
| Temporada                       | Nivel | Nivel | Nivel | Nivel | Nivel | Nivel | Nivel | Denominación        | Puntos | Observaciones |
|                                 | I     | II    | III   | IV    | P.I   | P.II  | P.III |                     |        | |
| ------------------------------- | ----- | ----- | ----- | ----- | ----- | ----- | ----- | ------------------- | ------ | --- |
| como KSK Heusden                |       |       |       |       |       |       |       |                     |        | |
| 1973/74                         |       |       |       |       |       |       | 2     | Tercera Prov. Limb. | 46     | |
| 1974/75                         |       |       |       |       |       | 6     |       | Segunda Prov. Limb. | 32     | |
| 1975/76                         |       |       |       |       |       | 10    |       | Segunda Prov. Limb. | 28     | |
| 1976/77                         |       |       |       |       |       | 2     |       | Segunda Prov. Limb. | 40     | |
| 1977/78                         |       |       |       |       |       | 6     |       | Segunda Prov. Limb. | 31     | |
| 1978/79                         |       |       |       |       |       | 5     |       | Segunda Prov. Limb. | 32     | |
| 1979/80                         |       |       |       |       |       | 9     |       | Segunda Prov. Limb. | 28     | |
| 1980/81                         |       |       |       |       |       | 11    |       | Segunda Prov. Limb. | 25     | |
| 1981/82                         |       |       |       |       |       | 9     |       | Segunda Prov. Limb. | 30     | |
| 1982/83                         |       |       |       |       |       | 12    |       | Segunda Prov. Limb. | 26     | |
| 1983/84                         |       |       |       |       |       | 2     |       | Segunda Prov. Limb. | 39     | |
| 1984/85                         |       |       |       |       |       | 3     |       | Segunda Prov. Limb. | 38     | |
| 1985/86                         |       |       |       |       |       | 6     |       | Segunda Prov. Limb. | 31     | |
| 1986/87                         |       |       |       |       |       | 2     |       | Segunda Prov. Limb. | 37     | |
| 1987/88                         |       |       |       |       |       | 2     |       | Segunda Prov. Limb. | 39     | |
| 1988/89                         |       |       |       |       |       | 3     |       | Segunda Prov. Limb. | 36     | |
| 1989/90                         |       |       |       |       |       | 1     |       | Segunda Prov. Limb. | 42     | |
| 1990/91                         |       |       |       |       | 8     |       |       | Primera Prov. Limb. | 31     | |
| 1991/92                         |       |       |       |       | 2     |       |       | Primera Prov. Limb. | 48     | |
| 1992/93                         |       |       |       |       | 2     |       |       | Primera Prov. Limb. | 44     | |
| 1993/94                         |       |       |       |       | 4     |       |       | Primera Prov. Limb. | 36     | |
| 1994/95                         |       |       |       |       | 7     |       |       | Primera Prov. Limb. | 32     | |
| 1995/96                         |       |       |       |       | 4     |       |       | Primera Prov. Limb. | 51     | campeón final interprovincial ronda final contra RCS Lambusart-Fleurus                                                                                           |
| 1996/97                         |       |       |       | 1     |       |       |       | Cuarta C            | 62     | |
| 1997/98                         |       |       | 7     |       |       |       |       | Tercera             | 46     | |
| 1998/99                         |       |       | 2     |       |       |       |       | Tercera B           | 63     | derrota en 1º ronda final contra Eendracht Hekelgem |
| como K. Heusden-Zolder          |       |       |       |       |       |       |       |                     |        | |
| 1999/00                         |       |       | 2     |       |       |       |       | Tercera B           | 63     | Empatado con RAEC Mons con 19 victorias, 6 empates y 5 derrotas; pero pierde desempate por el título por 4-3 contra Mons. Ganador ronda final contra KV Kortrijk |
| 2000/01                         |       | 12    |       |       |       |       |       | Segunda División    | 38     | |
| 2001/02                         |       | 4     |       |       |       |       |       | Segunda División    | 56     | segundo en play-off con 10 puntos |
| 2002/03                         |       | 3     |       |       |       |       |       | Segunda División    | 57     | campeón final de la eliminatoria con 13 puntos |
| 2003/04                         | 17    |       |       |       |       |       |       | Primera División    | 28     | |
| como K. Beringen-Heusden-Zolder |       |       |       |       |       |       |       |                     |        | |
| 2004/05                         |       | 9     |       |       |       |       |       | Segunda División    | 47     | |
| 2005/06                         |       | 18    |       |       |       |       |       | Segunda División    | 0      | bancarrota; todos los resultados de KBHZ son eliminados |